# Dirk Eijkelboom
Dirk Eijkelboom (Sloten, 13 mei 1895 – Arnhem, 6 juli 1948) was een Nederlandse collaborateur in de Tweede Wereldoorlog.
Samen met Leo de Noo opereerde hij voor de Nederlandse Landwacht. De Noo was in april 1944 groepscommandant van de Landwacht geworden en direct onder hem stond Dirk Eijkelboom. Het duo verrichtte tal van arrestaties. Deze personen werden vervolgens mishandeld en aan de Sicherheitsdienst (SD) uitgeleverd. De Noo en Eijkelboom voerden een waar schrikbewind in Zwolle en verre omgeving en jaagden zeer fanatiek op onderduikers en verzetsmensen. 
Eijkelboom werd op 25 april 1947 door het Bijzonder Gerechtshof te Arnhem ter dood veroordeeld en, nadat een gratieverzoek was afgewezen, op 6 juli 1948 geëxecuteerd. De aanklacht was 'stelselmatige mishandeling'.